# NGC 3047
NGC 3047 é uma galáxia espiral (S?) localizada na direcção da constelação de Sextans. Possui uma declinação de -01° 17' 28" e uma ascensão recta de 9 horas, 54 minutos e 32,0 segundos.